# Neyland
Neyland is een plaats in het Welshe graafschap Pembrokeshire.
Neyland telt 3276 inwoners.